# Hrvaško Zagorje
Hrvaško Zagorje [hrváško zágorje] (hrvaško Hrvatsko zagorje) je gričevnata geografsko-zgodovinska pokrajina na severozahodu Hrvaške med Medvednico, Slovenijo, Medžimurjem in Podravino.
Hrvaško Zagorje se razprostira na hrvaškem severozahodu od Medvednice do državne meje s Slovenijo na površini okoli 1.900 km². Največji del leži v Krapinsko-zagorski županiji (1.224 km² s 133.064 prebivalci, popis 2011), manjši deli pa v Varaždinski in Zagrebški županiji. Njegov severni del gravitira k Varaždinu, južni pa k Zagrebu. Razprostira se ob nižinah porečij rek Krapine, Sotle, gornjega toka Bednje ter ob pobočjih gričev in nizkih hribov: Desenička gora (505 m), Kuna gora (520 m), Brezovica (531 m), Strahinščica (846 m) in Ivanščica (1061 m). Severno in severozahodno od tega področja leži Maceljsko gorje (884 m), vzhodno  Kalnik (643 m), jugovzhodno pa Medvednica (1030 m). 
Podnebje je zmerno kontinentalno. Povprečna letna temperatura je 9 ºC do 12 ºC. Najhladnejši mesec je januar s povprečno temperaturo –2 ºC, najtoplejši pa julij s povprečno temperaturo 22ºC. Letna količina padavin je med 900 mm do 1200 mm na kvadratni meter površine. 

## Zgodovina
Prve sledi poseljenosti pokrajine so znane že iz prazgodovine. Dragutin Gorjanović-Kramberger je med leti 1899 do 1905 na lokaciji Hušnjakovo nad Krapino vodil izkopavanja in v jami odkril nahajališče ostankov vrste homo neanderthalenis iz srednjega paleolitika. Sledi človeške poseljenosti so še iz bronaste dobe
in neolitika. V 1. stol. so rimljani to področje vklučili v panonsko provinco. Najvažnejša rimska središča so nastala na področju Varaždinskih Toplic in Ludbrega, ki je v 4. stoletju postal središče cele pokrajine. Prostor, ki ga obsega Hrvaško Zagorje se je nato nahajal pod vladavino Ostrogotov (6. stoletje), Avarov (6. do 9. stoletje). Kasneje je bilo to področje del srednjeveške hrvaške države. V 12. stoletju se je oblikovala Zagorska županija kot samostojna teritorialna enota Kraljevine Slavonije s središčem v Krapini. Prostor te srednjeveške županije je obsegal področje med Medvednico in Ivanščico. Leta 1334 se v popisu perbivalcev Župe Zagrebške škofije to področje imenuje Zagorski okrug (districus Zagoria). Leta 1399 hrvaško-ogrski kralj Sigismund Luksemburški dodeli Zagorje v posest celjskim grofom. Leta 1486 je bila Zagorska županija ukinjena ter priključena Varaždinski županiji. Leta 1573 je bil tu velik Hrvaško-slovenski kmečki upor. 

### Druga svetovna vojna (1941-1945)
V začetni fazi nemške okupacije slovensko-hrvaškega ozemlja med majem in junijem 1941 je zahodno obrobje Hrvaškega Zagorja (Hum na Sotli, Prišlin, Druškovec, Brezno in Lupinjak) začasno okupirala nacistična Nemčija. Nemški okupator si je v prvih dneh maja 1941 začasno pripojil še nekatere druge hrvaško-obsoteljske predele Hrvaškega Zagorja (obmejni prostor med Klanjcem in Rogatcem), najvidneje tudi Kumrovec, rojstni kraj Josipa Broza Tita. Po raziskovalnih ugotovitvah zgodovinarja Daniela Siterja med odločilne vzroke priključitve štejemo ključne gospodarske, demografske, socialne, prehrambne in geografsko-ozemeljske okoliščine (potreba po enotnem in ekonomsko povezanem prostoru): zaposlitvena in druga odvisnost pretežno revnega hrvaškega prebivalstva od slovenskega obsotelskega prostora (zaposlitveni centri v bližnji Rogaški Slatini), obratovanje steklarne Straža (večinska struktura njenih zaposlenih je pripadala nemštvu, folksdojčerjem, nemčurjem in Kulturbundu) s pripadajočim premogovnikom v Lupinjaku, peskokopom in električno centralo, ki je elektriko dobavljala v Rogatec ter za potrebe delovanja zdravilišča in Ablove steklarne v Tržišču pri Svetem Križu celo v Rogaško Slatino. Okupirano ozemlje Hrvaškega Zagorja je bilo tako od začetka maja do sredine junija 1941 na makronivoju priključeno civilni upravi Spodnje Štajerske pod vodstvom gauleiterja Siegfrieda Uiberreitherja, na mikronivoju pa upravi političnega okraja Šmarje pri Jelšah pod vodstvom Roberta Komareka s sedežem v zdraviliškem parku v Rogaški Slatini. Zaradi tega je bila na tem območju vpeljana nacistična okupacijska uprava z represivno raznarodovalno in rasno politiko. Zasedba je prav tako pomenila prestavitev okupacijske in državne mejne ločnice med Tretjim rajhom in Neodvisno državo Hrvaško (ustaški režim NDH) s prvotno načrtovane reke Sotle na gričevnate predele Hrvaškega Zagorja. Hkrati sta se zatorej začasno spremenili še meji nemške zasedbene cone Spodnja Štajerska (njena vzhodna meja je obenem predstavljala nemško državno mejo s sosednjo NDH) in političnega okraja Šmarje pri Jelšah. Okupirani prostor Hrvaškega Zagorja je bil vrnjen NDH v sredini junija 1941. Takrat se je meja med obema zaveznica dokončno vzpostavila po vodni liniji Sotle.

## Demografija in gospodarstvo
Danes je pokrajina gosto poseljena. Največ naselij je na pobočjih in slemenih gričev. Na začetku 19. stol. je bilo Hrvaško Zagorje najgosteje poseljen hrvaški prostor. V drugi polovici  19. stol. in prvi polvici 20. stol. pa je sledilo množično izseljevanje. Izselilo se je več kot 150.000 prebivalcev, največ v Slavonijo. Pri popisu prebivalstva leta 2011 je bilo v Hrvaškem Zagorju 17 naselij z več kot 1000 prebivalci. Glavno naselje in neformalno središče pokrajie je Krapina (4482 preb.), ostala večja naselja so: Ivanec (5282 preb.), Bedekovščina (3431 preb.), Oroslavje (3363 preb.), Zlatar (2900 preb.), Zabok (2701 preb.), Donja Stubica (2202 preb.), Novi Marof (1936), Stubičke Toplice (1843 preb.), Pregrada (1839), Varaždinske Toplice (1763 preb.), Krapinske Toplice (1282 preb.), Radoboj (1277 preb.), Veliko Trgovišće (1245 preb.), Mihovljan (1102 preb.), Hum na Sutli (1093 preb.) in Marija Bistrica (1065 preb).
Glavne gospodarske dejavnostii so kmetijstvo, vinogradništvo, tekstilna industrija in turizem. Razvitih je več oblik turizma (izletniški, kmetijski, romarski, lovski, ribiški in zdraviliški). Tu se nahajajo mnogi gradovi in dvorci: Grad Veliki Tabor, Grad Mali Tabor, Dvorec Trakoščan, dvorec Miljana in drugi. V pokrajini je tudi več zdravilišč: Krapinske toplice, Varaždinske toplice, Terme Tuhelj in Stubičke toplice. Pokrajina ima dobro prometno infrastrukturo. Poleg razvejanega cestnega omrežja so glavne prometnice železniška proga Zagreb-Varaždin z odcepom Zabok-Krapina-Rogatec. V drugi polovici 20. stoletja je bila zgrajena še železniška proga Savski Marof-Kumrovec-Stranje, Šmarje pri Jelšah in avtocesta Zagreb-Macelj (Gruškovje).